# Pinson des arbres
Fringilla coelebs
Pour les articles homonymes, voir Pinson (homonymie).
Espèce
Statut de conservation UICN

 LC  : Préoccupation mineure
Le Pinson des arbres (Fringilla coelebs) est une espèce de petits passereaux, partiellement migrateur, très répandu, de la famille des Fringillidés. C'est la plus fréquente et la plus répandue des trois espèces de pinsons. Il est présent dans toute l'Europe à l'exception de l'Islande et de la Scandinavie la plus septentrionale, son aire de répartition s'étend vers l'est jusqu'en Sibérie centrale. C'est aussi un oiseau reproducteur en Afrique du Nord et au Proche-Orient jusqu'en Iran. En Nouvelle-Zélande et en Afrique du Sud, le pinson a été introduit par l'homme.
En Europe centrale, le pinson est l'un des oiseaux reproducteurs les plus répandus. Son aire de répartition s'étend de la côte à la limite des arbres dans les montagnes. Les pinsons d'Europe du Nord et de l'Est sont des oiseaux migrateurs, alors qu'en Europe centrale, ils sont des migrateurs partiels. On distingue plusieurs sous-espèces. Trois d'entre elles se trouvent aux îles Canaries, ainsi qu'une aux Açores, à Madère, en Sardaigne et en Crète. Comme tous les fringillidés, c'est une espèce protégée en France.

## Description

### Mensurations
Adulte, il pèse entre 18 et 25 grammespour une longueur d'environ 15 cm de long.

### Plumage et autres caractéristiques
Le pinson des arbres adulte, ainsi que le juvénile possèdent deux barres alaires blanches, assez significatives et la queue est gris-ardoisé au centre, avec les rectrices blanches. Ses yeux sont marron foncé. Ses pattes et ses doigts sont brun clair à gris foncé. L'hiver, le plumage du pinson se ternit légèrement.

#### Mâle
Le mâle adulte a le dos brun-noisette, le ventre et la gorge rosâtres, les côtés de la tête rougeâtres, la calotte et la nuque bleu gris (tirant sur le brun en hiver) qui le différencient de la femelle, le front noir, les sous-caudales blanchâtres et le croupion verdâtre. Le bec du mâle est bleu acier au printemps, puis se brunit en hiver.

#### Femelle
La femelle est beaucoup plus terne que le mâle, avec son ventre blanchâtre et son dos brun-olive pâle ; les motifs de ses ailes sont moins marqués et moins étendus. Le bec de la femelle est brun clair à corne toute l'année.

#### Juvénile
Les pinsons des arbres fraîchement éclos montrent un duvet gris fumé pâle sur le dessus du corps, les ailes, les cuisses et le ventre au début. La peau est de couleur rose chair. La gorge est rose foncé, le renflement du bec est blanc ou crème à teinte jaunâtre. Les jeunes oiseaux ressemblent aux femelles adultes, mais les plumes de la tête et du corps sont un peu plus courtes et plus douces, les plumes rectrices sont plus étroites et s'étendent de façon plus pointue.
Il peut être confondu, notamment en vol, du pinson des arbres avec le pinson du Nord, assez semblable à la différence de son croupion blanc et de ses couleurs plus orangées.

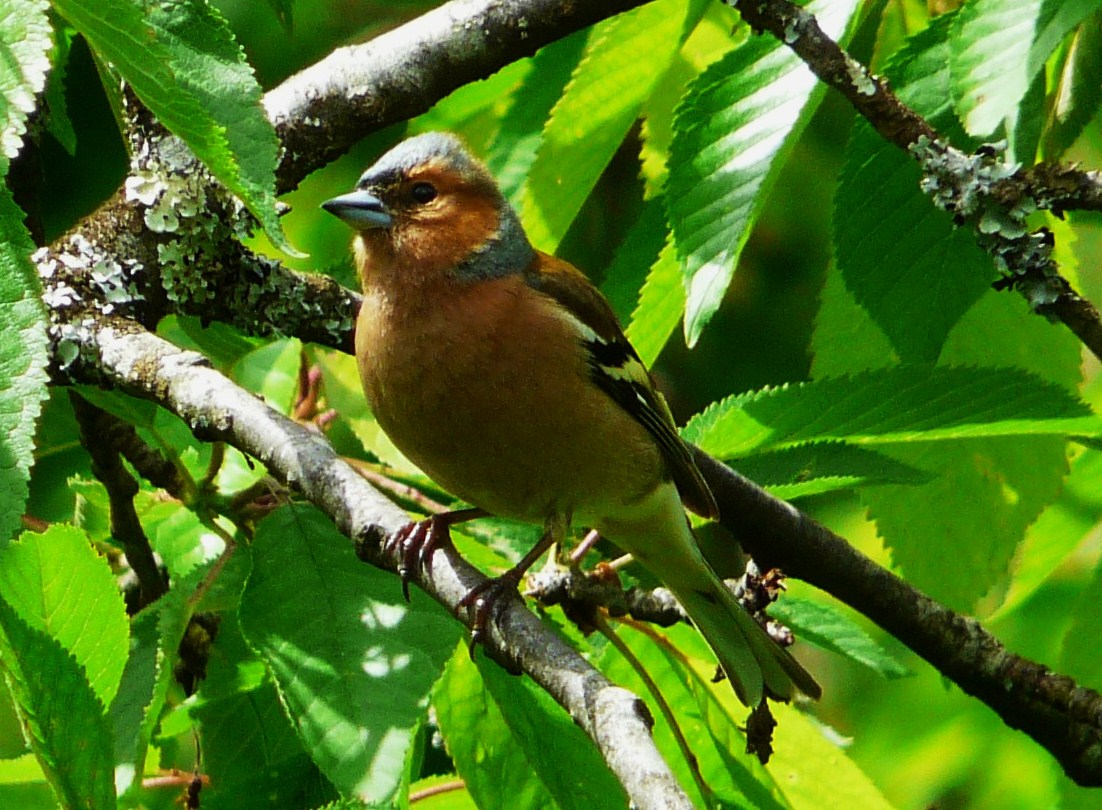
Pinson des arbres mâle.
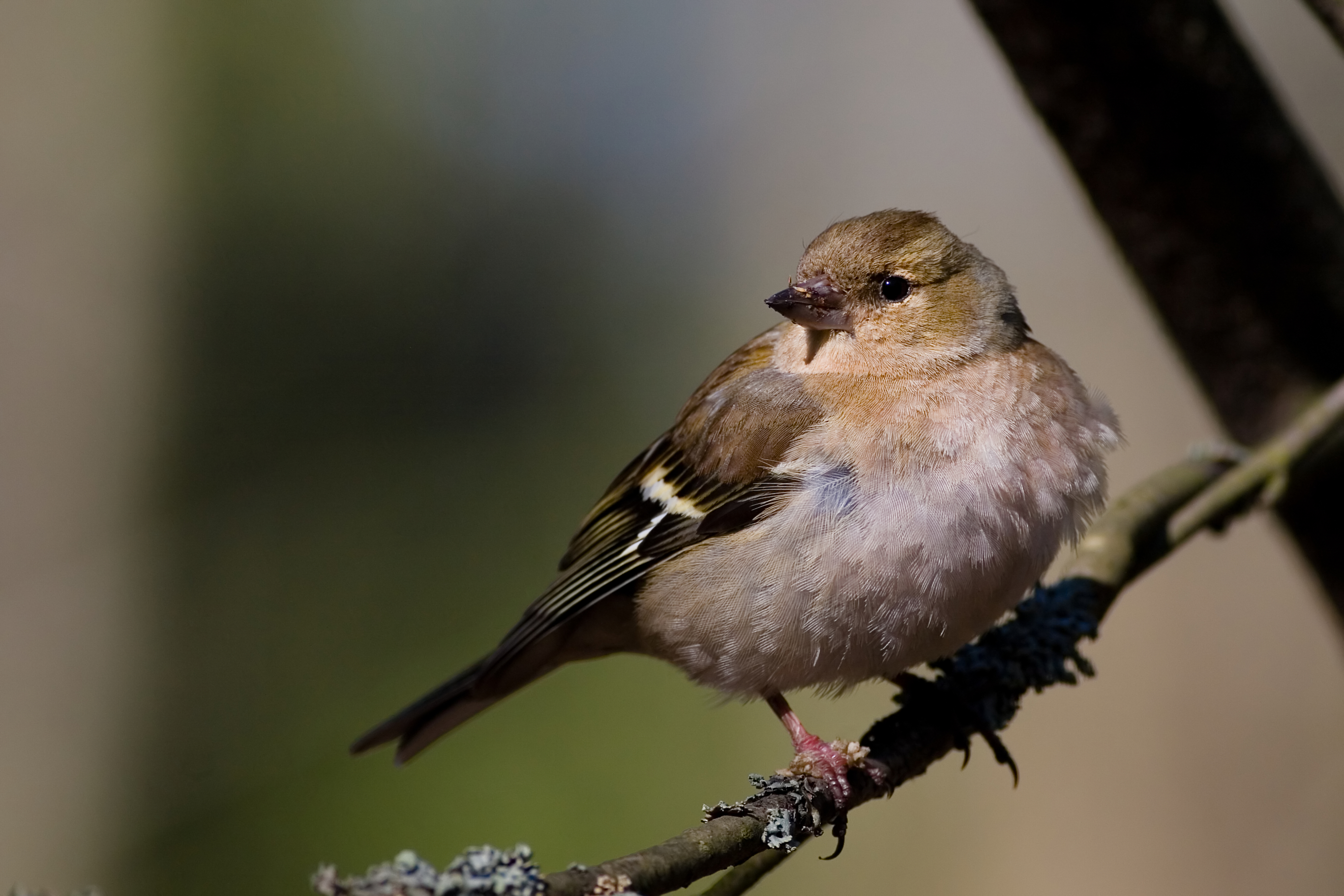
Pinson des arbres femelle.
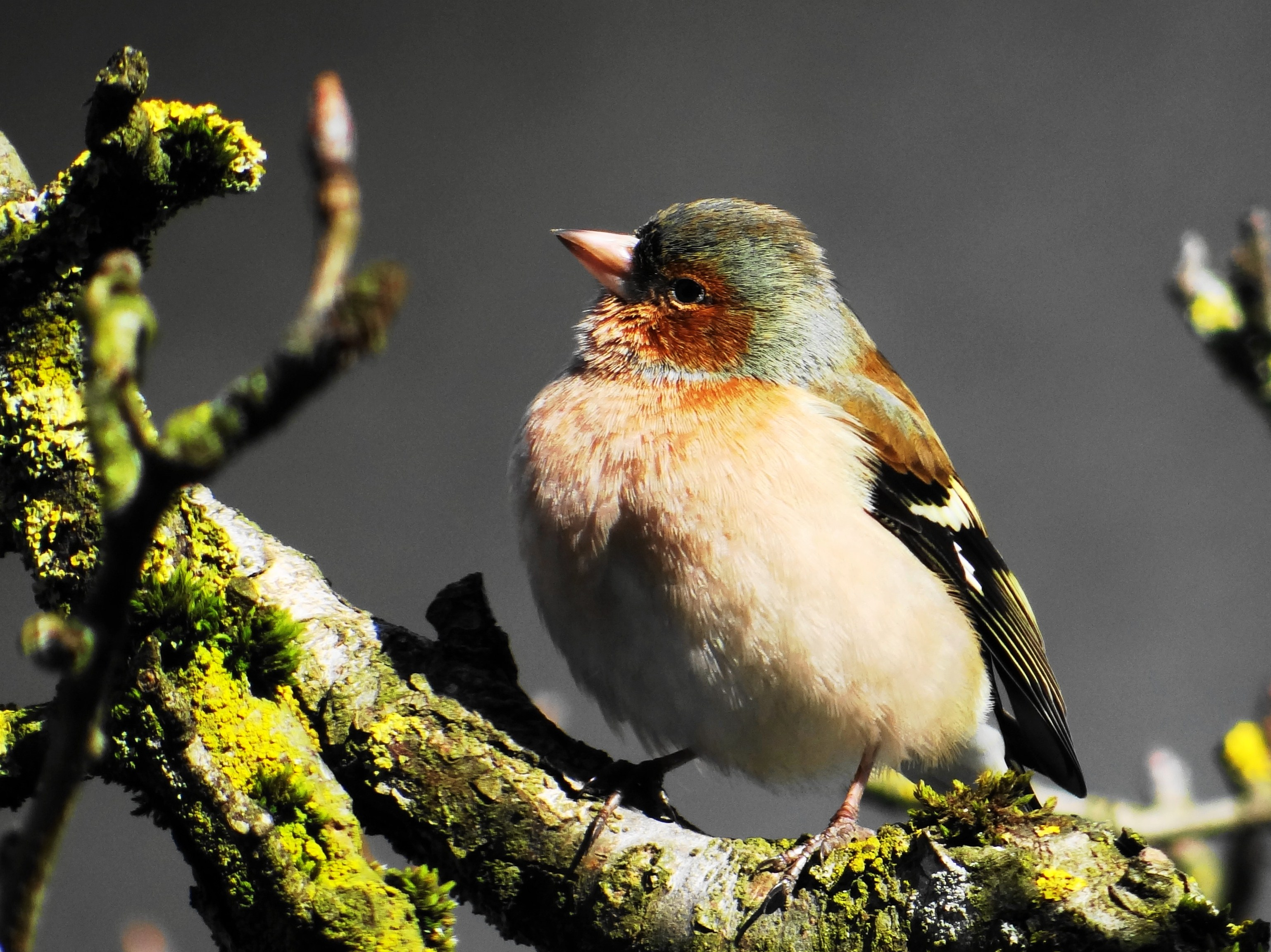
Pinson des arbres mâle.
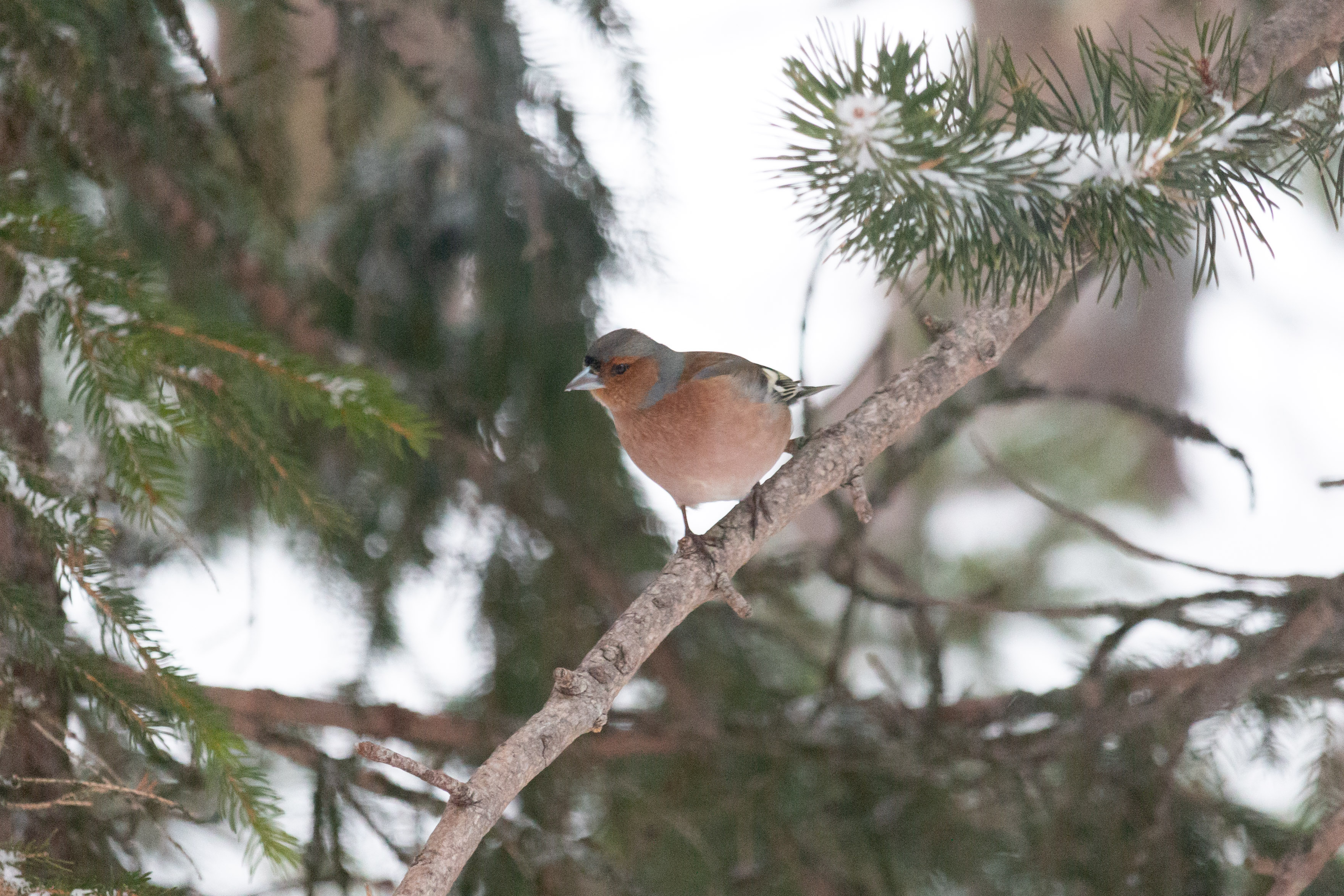
Mâle en milieu montagnard hivernal.

## Écologie et comportement

### Locomotion
Le vol du pinson des arbres est onduleux, une série de petits battements alterne la fermeture des ailes. Les individus nordiques, lors de la migration peuvent voler sur de très longues distances sans s'arrêter, car même fatigués ils continuent à voler, se laissant porter par le vent. Les pinsons des arbres marchent sur le sol à pas courts, mais rapides, avec un hochement de tête rythmé.

### Alimentation

#### Régime alimentaire
Le pinson des arbres est granivore, il se nourrit essentiellement de graines et de bourgeons, de petits invertébrés et de leurs larves, . Son bec, à la fois large à la base et pointu, traduit une adaptation à ce régime alimentaire. Les graines d’arbres les plus prisées sont celles de hêtres (Fagus), d’érables (Acer), de bouleaux (Betula), d’aulnes (Alnus) et de résineux. Les bourgeons, baies et fruits sauvages et cultivés ainsi que les graines des plantes herbacées et céréalières (surtout le colza) sont aussi consommés mais en période de reproduction le régime devient nettement insectivore à l'opposé de la majorité des passereaux. Les oisillons sont nourris essentiellement de larves d'insectes et de chenilles. La recherche de nourriture se fait au sol et, au printemps et en été, dans les arbres et buissons. Les pinsons des arbres capturent des insectes dans les branches et sur les feuilles, voire au cours de petits vols vifs et acrobatiques. En dehors de la saison de reproduction, les pinsons des arbres recherchent souvent leur nourriture en groupes, en association avec des moineaux, des verdiers d'Europe et des pinsons du nord.

#### Acquisition de la nourriture
Le pinson des arbres préfère se nourrir sous les mangeoires que dedans, on le trouve souvent à sautiller sur le sol à récupérer les graines tombées.

### Comportement social

#### Comportement territorial
Le pinson des arbres est très sociable en dehors de la saison de reproduction. Lors de cette période, le pinson des arbres est très territorial. Le mâle se montre très agressif, il défend son territoire en mettant en fuite les voisins et intrus. Lors de la parade nuptiale, les disputes entre partenaires ne sont pas rares mais ils continuent tout de même à se nourrir ensemble. Les pinsons des arbres sont en grande partie sédentaires, et les juvéniles ne peuvent se déplacer que sur de courtes distances depuis le lieu de leur éclosion. Les mâles et les femelles pinsons, se séparent souvent en groupes de chaque sexe, comme l'hiver et lors de la migration (que seuls les jeunes et les femelles effectuent).

#### Vocalisations
Le chant du pinson des arbres est une série brève, mais vigoureuse, de notes descendantes s'achevant sur une fioriture finale plus complexe, par exemple : « tchip-tchip-tchip-tchip-chett-chett-chett-chett-diddip-diddiooo ». Il comporte de nombreuses variations (individuelles et régionales). Son cri à l'arrêt est un typique « pink-pink », bien audible, et au vol c'est un « yùp-yùp », plus discret. Son cri d'alarme est un « tseee » ténu. Son cri de rut, lui, est variable, allant du « ruit » au « pchuîît ». Il fait aussi parfois entendre un « hweet » demandeur. Et lors des migrations les groupes lancent un « tchoop-tchoop » assez bas.

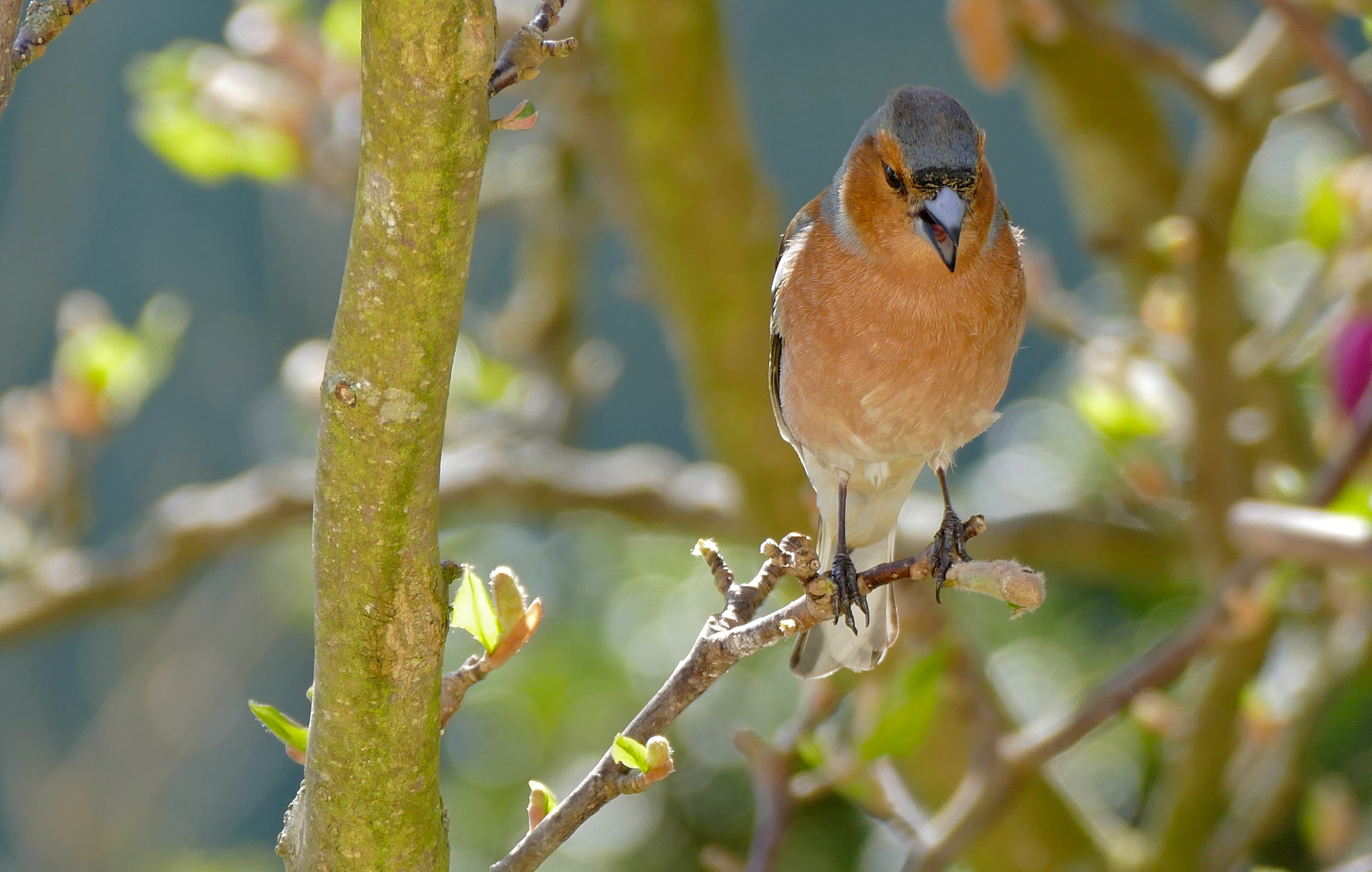
Mâle chantant (Orne, France).

Lorsqu'il chante (le mâle étant le seul à chanter), c'est le plus souvent du haut d'un perchoir élevé, ou alors d'une branche basse, d'un arbuste, ou encore - mais c'est plus rare - à même le sol. Il chante très souvent, une grande partie de l'année, surtout entre février et mi-juillet. Les juvéniles acquièrent leur chant au contact des adultes.
Au posé, il lance un « pink » explosif alors qu’en vol il émet habituellement un « yup » plus doux. Un « riiit », parfois appelé « cri de pluie », traduit une fonction mal déterminée, entre contact, alarme et marquage du territoire. Le chant est typique, stéréotypé, vigoureux et inlassablement répété. Cette  phrase, qui dure environ 2,5 secondes (1,5 jusqu'à 3 s) présente deux parties : un trille, divisé d'habitude en plusieurs sections de fréquence le plus souvent décroissante, et une fioriture finale formée d'un lot de syllabes plus hétérogènes. Entre les différentes sections, on trouve parfois une (ou deux) syllabe(s) de forme particulière. Chaque répertoire individuel, enfin, présente d’une à six phrases de ce type, mais le plus souvent 2 ou 3,,.
Début mars, les mâles commencent à bredouiller des chants informes. Avec le temps, ils gagnent en puissance et en durée jusqu’à l’obtention du chant complet avec la fioriture finale. Des variantes locales appelées « dialectes » ont été détectées, à la fois, dans les cris et les chants,.

### Reproduction
Le pinson préfère se reproduire dans les forêts claires à feuilles caduques et mixtes ainsi que dans les haies, les parcs et les jardins. En Europe centrale, la période de couvaison commence au plus tôt à la fin du mois de mars, mais les pinsons n'arrivent à couver qu'à partir de la mi-avril jusqu'en juin. Au Maroc et en Algérie, les pinsons se reproduisent de fin mars à début juin. Dans le sud-ouest de la province du Cap de Bonne Espérance  , cependant, de septembre à novembre. Selon le climat et l'endroit, ils élèvent une ou deux couvées annuelles par an. En Europe, l'éventuelle deuxième nichée intervient en juin-juillet.

Au début de la période de reproduction, le mâle marque son territoire de reproduction par un chant fort et la femelle vient le rejoindre peu après. La taille de l'aire de reproduction varie considérablement en fonction de la zone de distribution, En Europe, plus le territoire de reproduction est au nord, plus il est grand. Dans le maquis marocain, les aires de reproduction ont une superficie moyenne de 270 mètres carrés. Les aires de reproduction sont vigoureusement défendues par les deux oiseaux d'un couple, les intrus sont chassés.

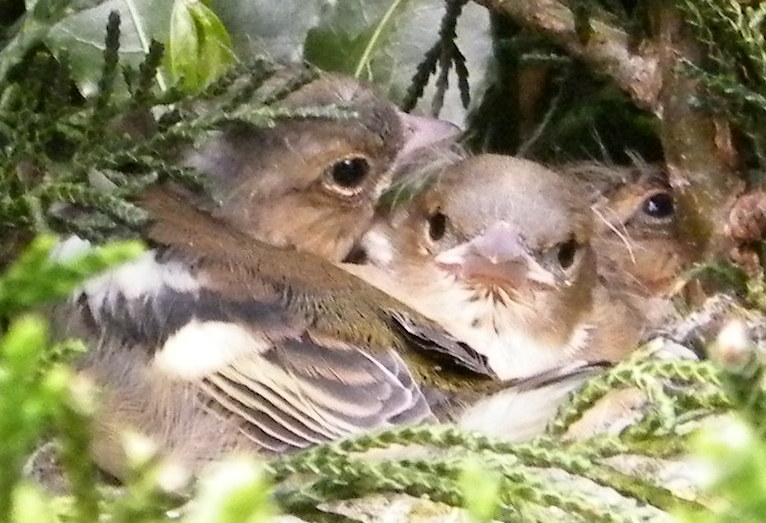
Nichée prête à l'envol.

Le nid à parois épaisses en forme de coupe profonde, soigneusement construit, exclusivement par la femelle, est constitué de racines, de fibres d'écorce, de tiges, de mousses, de fils d'araignée et de lichens. L'intérieur est rembourré avec des cheveux et des plumes individuelles. Le nid est généralement construit à une hauteur de deux à dix mètres sur des buissons ou dans des arbres à une fourche de branche et est bien camouflé par les mousses, les lichens et l'écorce de l'arbre même dans lequel il est bâti.
La couvée se compose habituellement de quatre à six œufs brun clair ou blanc bleuté, qui sont marqués de taches rouges à brun foncé et de fines rayures. Le motif est parfois si dense qu'il recouvre la coloration de base. La taille des œufs est de 20 × 14 mm.

La période d'incubation est de treize à quatorze jours. La femelle couve seule et commence généralement avec la couvaison après le dépôt de l'avant-dernier œuf. Après l'éclosion, les jeunes sont nourris (insectes et araignées essentiellement) par les deux oiseaux adultes, mais la femelle a une plus grande part dans les soins des jeunes. La période de nidification est habituellement de 11 à 18 jours, mais les jeunes oiseaux s'envolent généralement après 14 jours. Il arrive que les jeunes oiseaux forment une unité familiale avec leurs parents pendant 20 à 35 jours supplémentaires. Les jeunes oiseaux sont capables de se nourrir environ 14 jours après s'être envolés. Le couple réalise souvent 2 pontes annuelles.

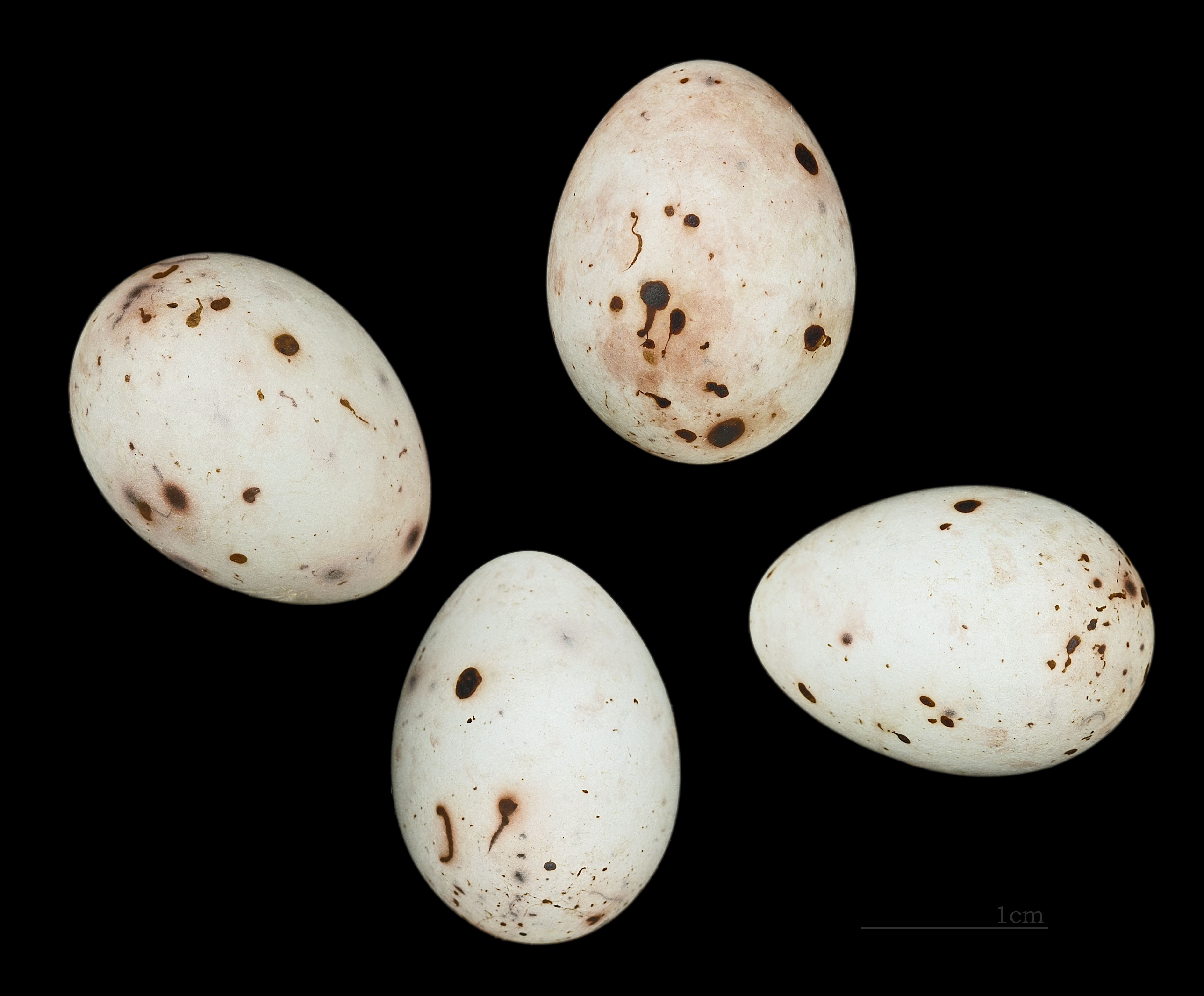
Œufs de Pinson des arbres Muséum de Toulouse.
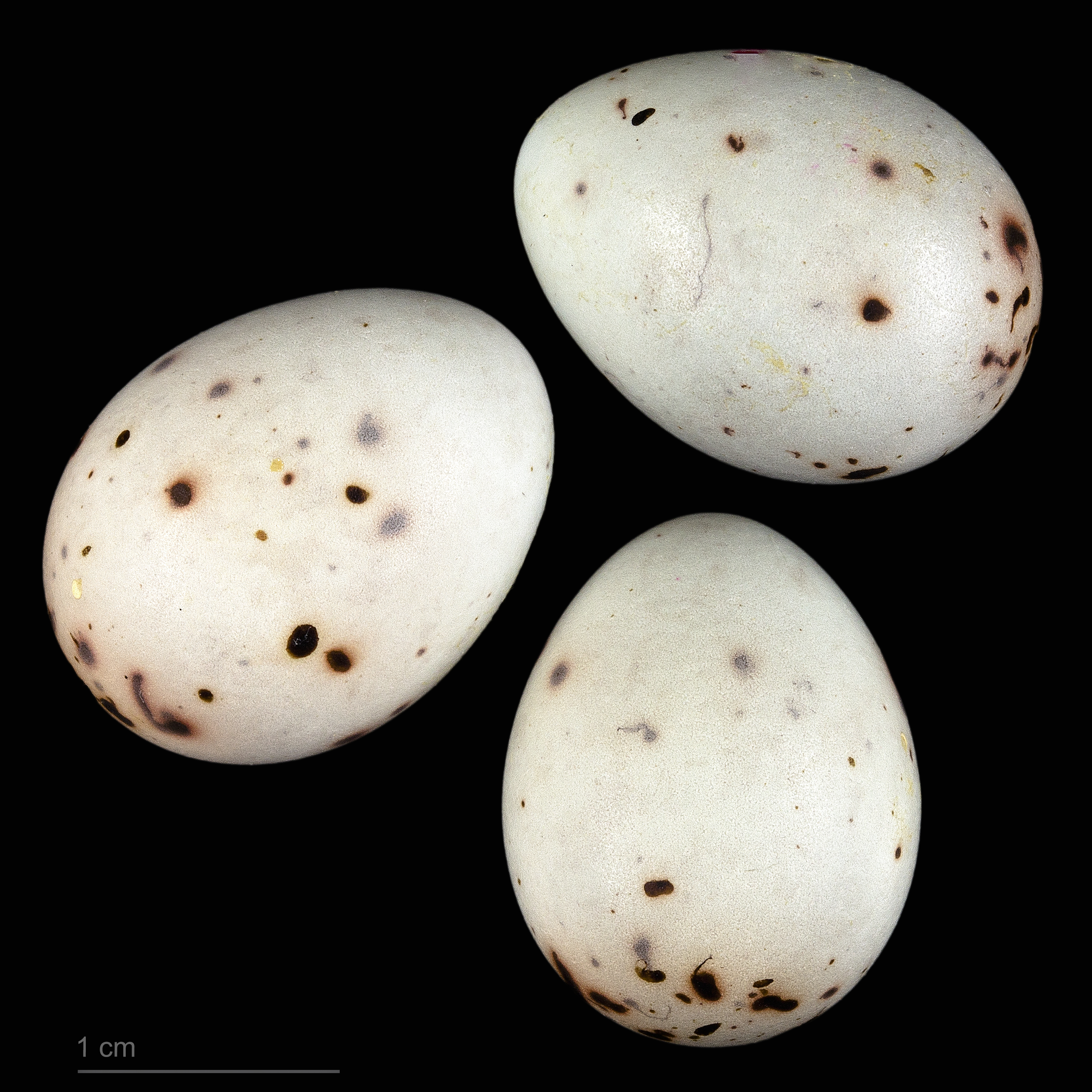
Oeufs de Fringilla coelebs africana Muséum de Toulouse
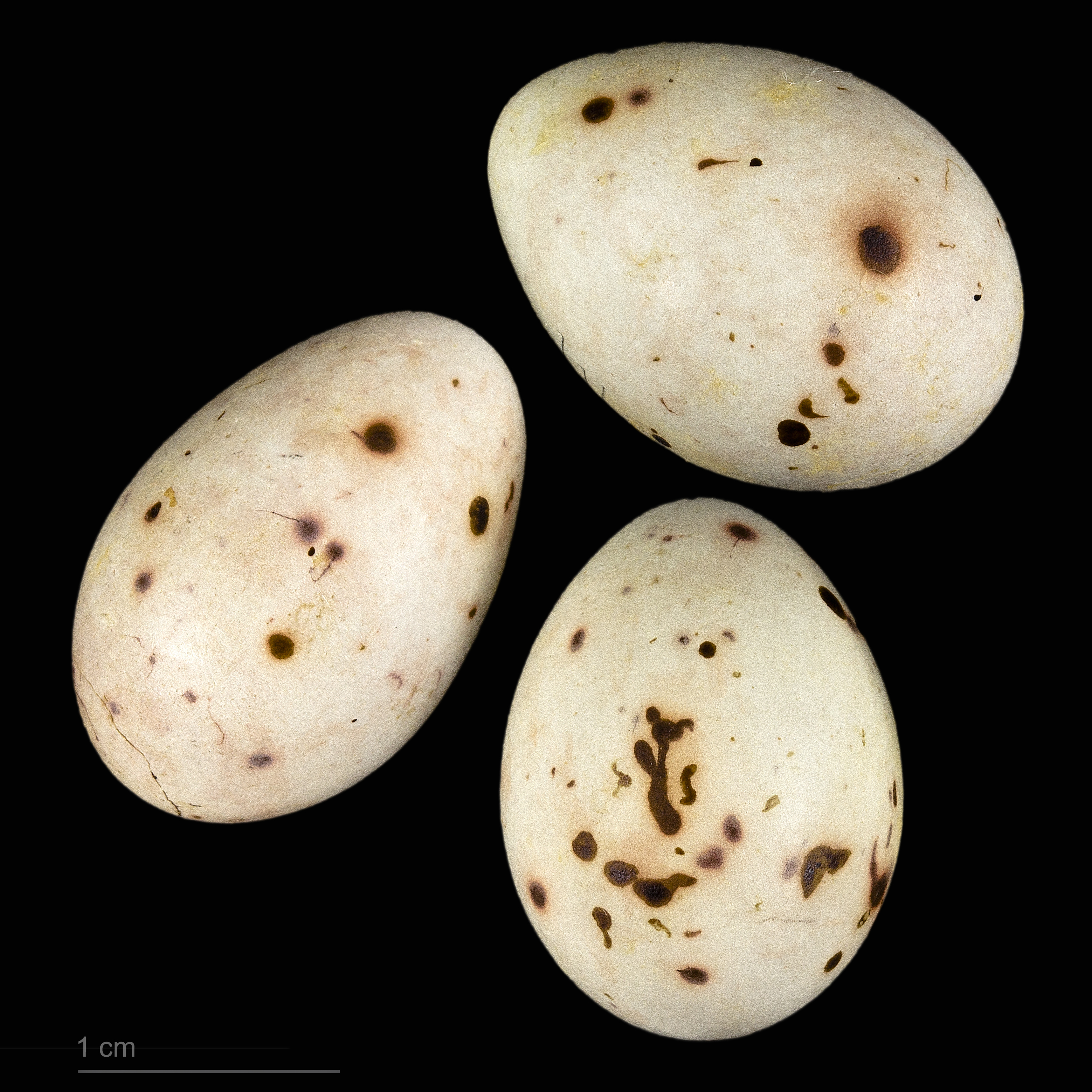
Oeufs de Fringilla coelebs spodiogenys Muséum de Toulouse
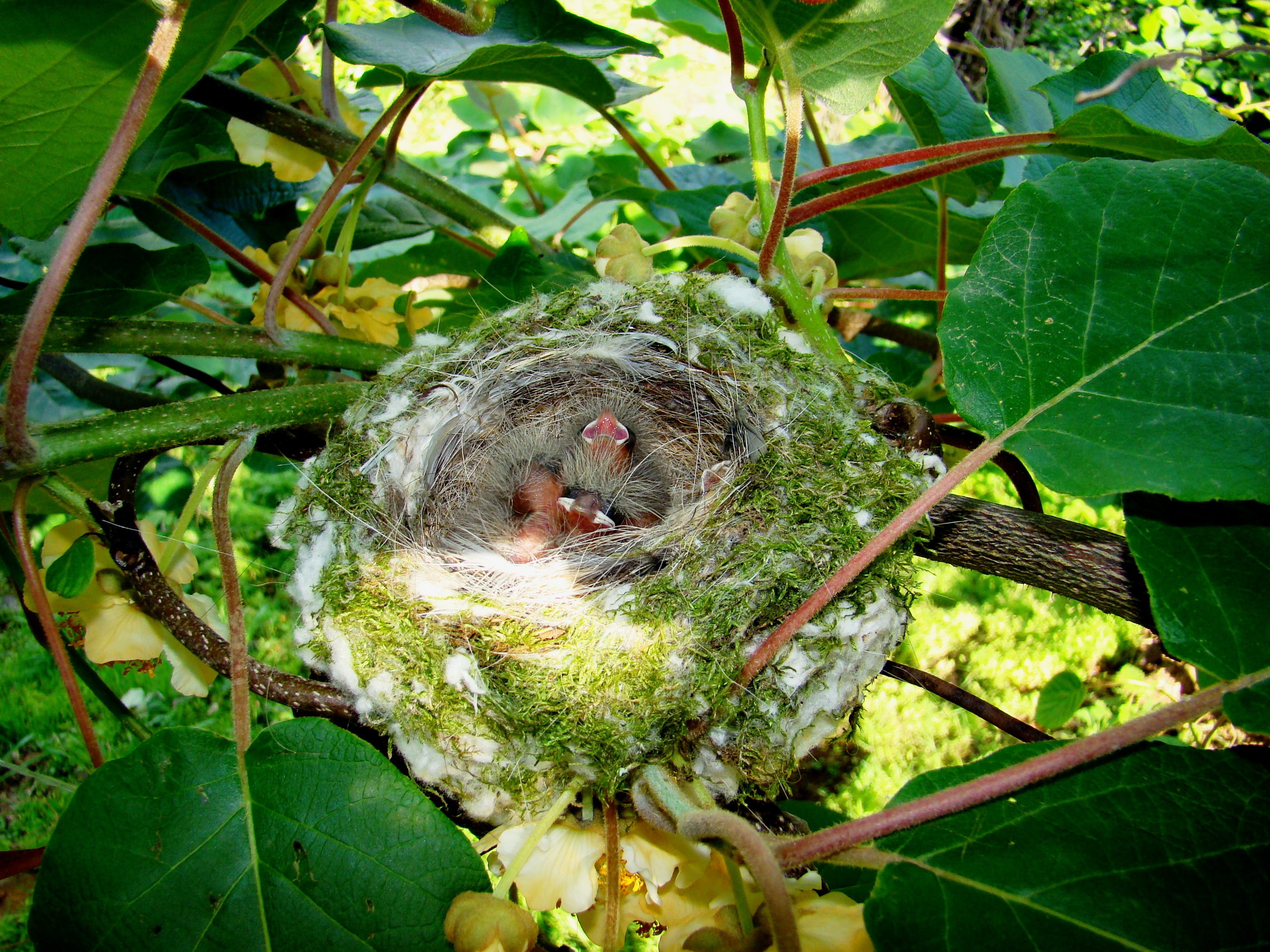
Nid de juvéniles âgés de quelques jours.
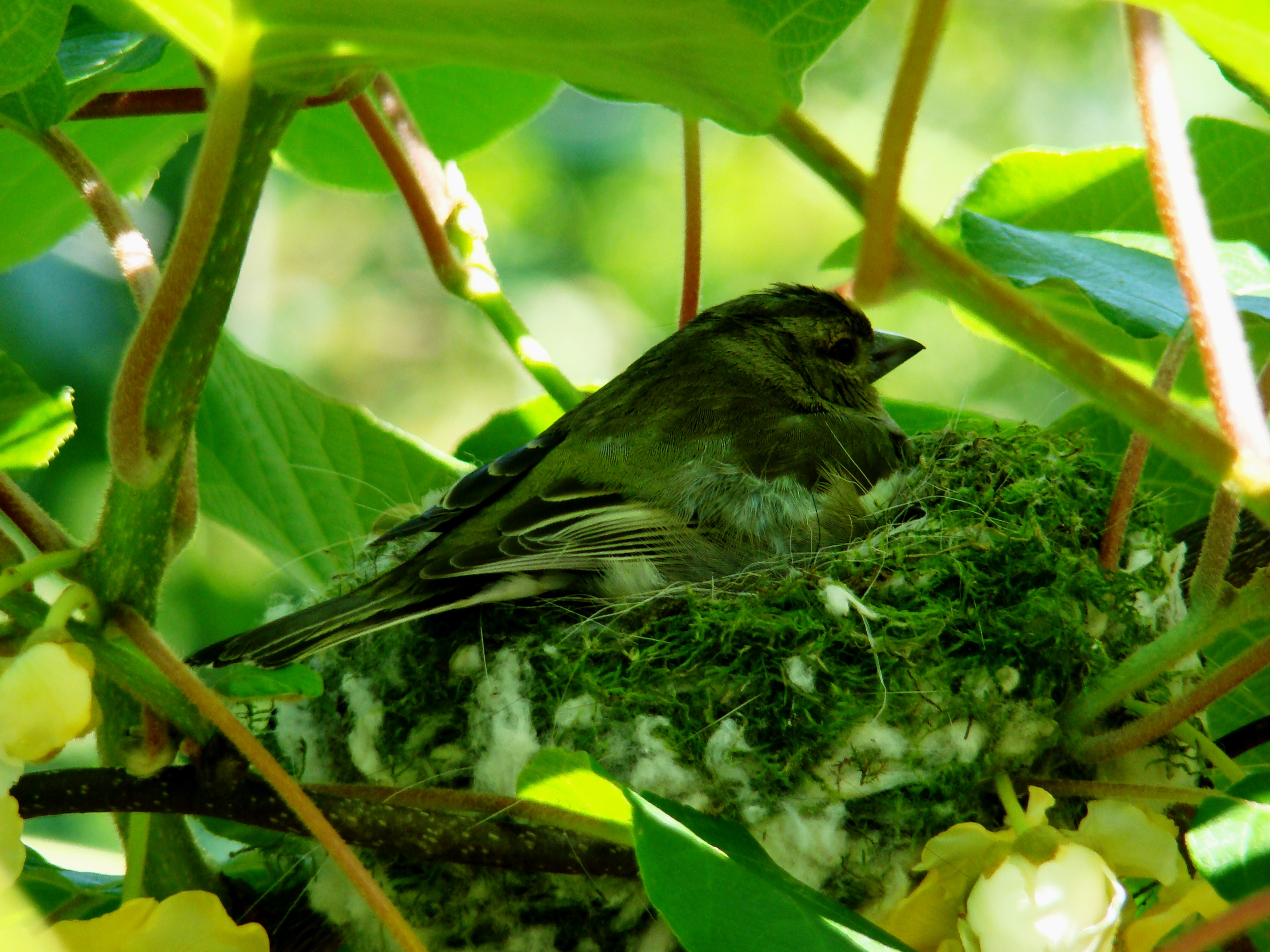
Femelle couvant.

### Prédateurs
Les œufs et les oisillons du Pinson des arbres sont prédatés par les corneilles, les écureuils roux et gris, les chats domestiques et probablement aussi par les fouines et les belettes. Les couvées commencées plus tard au printemps souffrent moins de la prédation, un effet qui serait dû à l'augmentation de la végétation rendant les nids plus difficiles à trouver. Contrairement au Pinson du Nord qui lui est étroitement apparenté, le Pinson des arbres n'est pas parasité par le Coucou gris.

### Santé
Le plus vieil oiseau bagué trouvé jusqu'à présent a atteint l'âge de 14 ans. En règle générale, les pinsons vivent rarement plus de cinq ans. La mortalité au nid est particulièrement élevée les années où il y a un manque de chenilles.
Le parasite protozoaire Trichomonas gallinae était connu pour infecter les pigeons et les rapaces, mais à partir de 2005 en Grande-Bretagne, on a découvert que des carcasses de Verdiers d'Europe et de pinsons morts étaient infectées par le parasite. La maladie s'est propagée et en 2008, des carcasses infectées ont été trouvées en Norvège, en Suède et en Finlande et un an plus tard en Allemagne. On pense que la propagation de la maladie a été favorisée par les pinsons, car un grand nombre d'oiseaux se reproduisent en Europe du Nord et hivernent en Grande-Bretagne. En Grande-Bretagne, le nombre de carcasses infectées récupérées chaque année a diminué après avoir atteint un pic en 2006. On a constaté une réduction du nombre de verdiers mais pas de diminution significative du nombre total de pinsons. Un schéma similaire s'est produit en Finlande où, après l'arrivée de la maladie en 2008, on a constaté une réduction du nombre de verdiers mais seulement une petite modification du nombre de pinsons.
Les pinsons peuvent développer des tumeurs sur leurs doigts et leurs pattes causées par le papillomavirus Fringilla coelebs,. La taille des papillomes varie d'un petit nodule sur un doigt à une grosse excroissance impliquant à la fois le pied et la jambe. La maladie est peu fréquente : dans une étude réalisée en 1973 aux Pays-Bas, sur environ 25 000 pinsons, seuls 330 papillomes ont été dépistés.

## Répartition et habitat
- zone de reproduction d'été
- zone d'habitat permanent
- zone d'hivernage
- zone d'introduction humaine (Nouvelle-Zélande, Afrique du Sud)

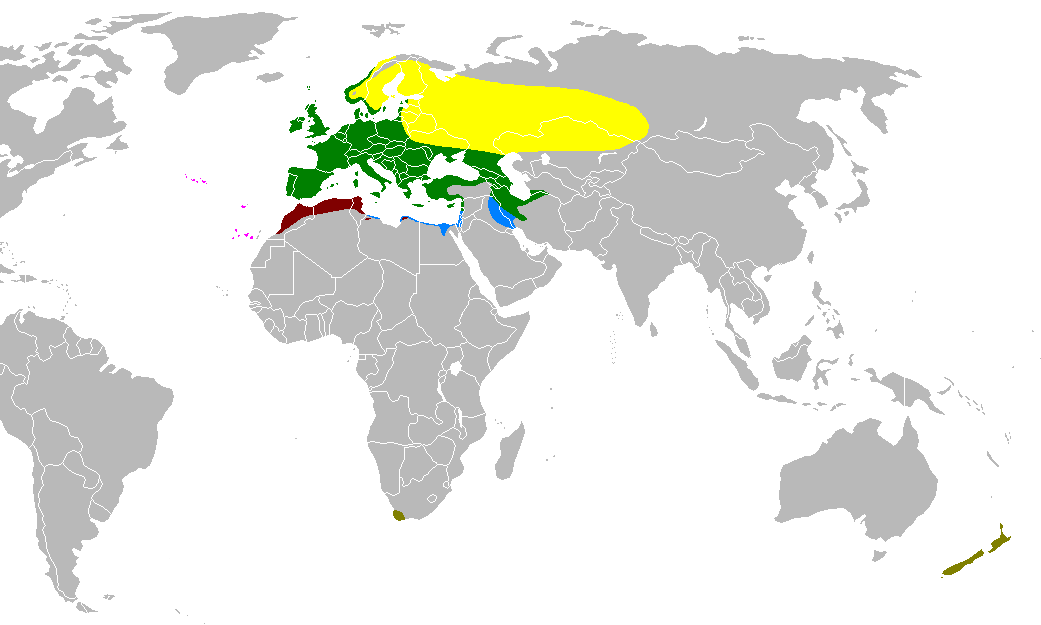
Répartition géographique
Groupe coelebs :
zone de reproduction d'été
zone d'habitat permanent
zone d'hivernage
zone d'introduction humaine (Nouvelle-Zélande, Afrique du Sud)
Autres groupes :
spodiogenys
canariensis

### Répartition
Le Pinson des arbres vit dans toute l'Europe à l'exception de l'Islande, au Maghreb, en Égypte, dans certaines parties du Moyen-Orient et en Asie centrale. Il fait partie des oiseaux chanteurs les plus fréquents d'Europe. Il a aussi été introduit en Nouvelle-Zélande (entre 1862 et 1880) et en Afrique du Sud (vers 1898),,. En Nouvelle-Zélande, il s’est acclimaté et a colonisé tout le pays et les îles voisines au point d’être maintenant le passereau introduit le plus abondant et le plus répandu de la région. Il a aussi été aperçu au Groenland et au Québec.
Seuls les individus nordiques sont considérés comme migrateurs.

### Habitat
Il est inféodé globalement aux bois de conifères, décidus ou mixtes en plaine et en moyenne montagne. Mais il fréquente aussi les forêts claires avec leurs lisières et leurs clairières, les landes, les taillis, les vergers, les bosquets, les cultures, les parcs et les jardins des villes et des villages, autant de zones boisées pourvu qu’il dispose d’espace libre entre les arbres d’où sa rareté en forêt dense. Il est très répandu et son adaptation aux milieux ouverts transformés par l’homme a probablement contribué à son extension.
En Afrique du Nord, il est plus courant dans les forêts de chêne-liège, de cèdre, de pin d'Alep, de thuya, d'eucalyptus, de noyer, de sandaraque et d'arganier, et dans les oliveraies. En Cyrénaïque, il est particulièrement commun dans les forêts de genévrier.

### Migration
En Europe centrale, les pinson des arbres sont des migrateurs partiels, en Europe de l'Est et du Nord des oiseaux migrateurs. Une grande partie de la population reste dans l'aire de reproduction tout au long de l'année. Les pinsons, qui migrent vers des régions au climat plus favorable pendant les mois d'hiver, migrent de jour comme de nuit. Ils suivent en partie le littoral, les vallées fluviales ou les cols de montagne. Au Maroc, les oiseaux migrateurs en provenance d'Europe peuvent être observés surtout de la fin août à novembre. Dans le détroit de Gibraltar, on peut observer des pinsons européens en migration dès janvier et la migration se poursuit jusqu'en avril. Au Maroc, on a déjà trouvé un oiseau qui avait été bagué à l'origine à Kaliningrad, à 3 250 kilomètres de là. En Algérie, des oiseaux d'Allemagne, de Suisse, de France et d'Italie font partie des oiseaux récupérés.
Dans la région liégeoise, la migration automnale des pinsons des arbres est étudiée durant l'année 1984. Il en ressort que « les jeunes oiseaux sont passés avant les adultes et les femelles avant les mâles, et que, le vent étant de direction constante, c'est la pluviosité qui semble déterminer l'intensité migratoire ».

## Systématique
L'espèce Fringilla coelebs a été décrite par le naturaliste suédois Carl von Linné en 1758.
Liste des sous-espèces
- Groupe coelebs.
  - Fringilla coelebs coelebs (incluant F. c. hortensis, sous-espèce de l'Europe occidentale invalide pour de nombreux auteurs). Scandinavie, Pays-Bas, France, Sibérie, Italie, Balkans, Grèce, Turquie d’Europe, Ukraine et Russie d’Europe.
  - Fringilla coelebs solomkai. Crimée, rivage de la mer Azov, NE de la mer noire et au Caucase.
  - Fringilla coelebs caucasica. Iran, Azerbaïdjan et Asie Mineure.
  - Fringilla coelebs alexandrovi. Nord de l'Iran, en hiver au Moyen Orient.
  - Fringilla coelebs transcaspia. Nord-Est de l'Iran et Turkménie, en hiver au Moyen Orient.
  - Fringilla coelebs syriaca. Levant et Chypre.
  - Fringilla coelebs gengleri. Grande-Bretagne et Irlande.
  - Fringilla coelebs balearica. Portugal, Espagne et Baléares.
  - Fringilla coelebs tyrrhenica. Corse.
  - Fringilla coelebs sarda. Sardaigne.
- Groupe spodiogenys.
  - Fringilla coelebs africana. Maroc, Algérie, NO Tunisie et NE Libye.
  - Fringilla coelebs spodiogenys. Tunisie et NO Libye.
- Groupe canariensis.
  - Fringilla coelebs bakeri. Grande Canarie (Canaries)[30].
  - Fringilla coelebs canariensis (synonyme F. c. tintillon). Tenerife et Gomera (Canaries).
  - Fringilla coelebs palmae. La Palma (Canaries).
  - Fringilla coelebs ombriosa. Hierro (Canaries).
  - Fringilla coelebs maderensis. Madère.
  - Fringilla coelebs moreletti. Açores.

Seules certaines variétés d'élevage sont considérées comme domestiques.

## Le Pinson des arbres et l'Homme

### Étymologie
Le nom scientifique du genre, Fringilla, vient du nom de l'oiseau en latin et a donné, en italien, fringuello. L'épithète spécifique, coelebs, signifie, en latin, célibataire (caelebs). Elle aurait été choisie par Linné car en Suède, seuls les femelles et les juvéniles migrent en hiver tandis que les mâles restent sur place. Le mot pinson vient du latin vulgaire pincio. La première partie, pinc, est une onomatopée décrivant son cri et se retrouve dans de très nombreuses langues européennes comme l'allemand fink.

### Utilisation comme oiseau d'ornement
Le pinson était autrefois populaire comme oiseau chanteur en cage et un grand nombre d'oiseaux sauvages étaient piégés et vendus. À la fin du XIXe siècle, le piégeage a même réduit le nombre d'oiseaux dans les parcs de Londres. En 1882, l'éditeur anglais Samuel Orchart Beeton a publié un guide sur les soins des oiseaux en cage et y a inclus cette recommandation : « Aux parents et tuteurs accablés par un garçon morose et boudeur, je conseille de lui acheter un pinson ». Des concours étaient organisés où l'on pariait sur le pinson en cage qui répéterait son chant le plus grand nombre de fois. Les oiseaux étaient parfois aveuglés avec une aiguille chaude, croyant que cela les encourageait à chanter. Cette pratique est le sujet du poème The Blinded Bird de l'auteur anglais Thomas Hardy qui contraste avec la cruauté qu'implique le fait d'aveugler les oiseaux avec leur chant zélé. En Grande-Bretagne, la pratique de garder les pinsons comme animaux de compagnie a décliné après que le piégeage des oiseaux sauvages a été interdit par les Wild Birds Protection Acts de 1880 à 1896,.
Le pinson est toujours un oiseau de compagnie populaire dans certains pays européens. En Belgique, le sport traditionnel du vinkenzetting oppose les pinsons mâles les uns aux autres dans un concours pour le plus grand nombre d'appels d'oiseaux en une heure.

### Statut de conservation
Le Pinson des arbres a une vaste aire de répartition, estimée à 7 millions de kilomètres carrés et une grande population comprenant environ 130-240 millions de couples reproducteurs en Europe. Si l'on tient compte des oiseaux nichant en Asie, la population totale se situe entre 530 et 1 400 millions d'individus. Il n'y a aucune preuve d'un déclin global sérieux des effectifs, de sorte que l'espèce est classée par l'Union internationale pour la conservation de la nature comme étant de préoccupation minimale. Les populations de pinsons des arbres avaient été menacées vers les années 1950, par l'usage intensif des pesticides et des herbicides, mais ils sont à présent largement répandus et communs, grâce au recul de l'utilisation de certains produits.
Les sous-espèces endémiques des îles de l'Atlantique sont vulnérables à la perte d'habitat, en particulier F. c. ombriosa à El Hierro, aux îles Canaries, où la population reproductrice compte entre 1 000 et 5 000 couples.

### Statut légal et protection

#### France
Le pinson des arbres bénéficie d'une protection totale sur le territoire français depuis l'arrêté ministériel du 17 avril 1981 relatif aux oiseaux protégés sur l'ensemble du territoire. Il est donc interdit sous peine de deux ans d’emprisonnement et de 150 000 € d’amende de le détruire, le mutiler, le capturer ou l'enlever, de le perturber intentionnellement ou de le naturaliser, ainsi que de détruire ou enlever les œufs et les nids, et de détruire, altérer ou dégrader son milieu. Qu'il soit vivant ou mort, il est aussi interdit de le transporter, colporter, de l'utiliser, de le détenir, de le vendre ou de l'acheter. Depuis 2009, ces interdictions ne s'appliquent plus aux sujets nés et élevés en captivité. Pourtant, dans le sud-ouest de la France et notamment dans le département des Landes, tous les pinsons (au sens large, pris pour fringillidés et autres « petits oiseaux ») restent abondamment capturés en automne en substitution des ortolans devenus rares, dans le cadre d'une tolérance délivrée chaque année oralement par la préfecture. La demande de dérogation déposée par la Fédération des Chasseurs des Landes en 2013 a reçu une réponse négative, soulignant le statut de protection de ces espèces.

### Dans la culture
L'album Chante Pinson publié par Paul François et illustré par Romain Simon dans la collection du Père Castor en 1950 raconte l'histoire d'un pinson et d'un écureuil.
Le réalisateur portugais, Miguel Gomes, a réalisé un documentaire, nommé Le Chant enivrant des pinsons, sur une communauté de pinsonneurs de la banlieue de Lisbonne. Le documentaire compose la troisième partie de son film, Les mille et Une nuits, qui relate la période d'austérité qu'a vécu le Portugal après la crise économique.